# Jimmy Walker (homme politique)
Pour les articles homonymes, voir Jimmy Walker, James Walker et Walker.
James John Walker, surnommé Jimmy Walker, né le 19 juin 1881 à New York et mort le 18 novembre 1946 dans la même ville, est un homme politique américain. Membre du Parti démocrate, il est membre du Sénat de l'État de New York de 1915 à 1925 puis maire de New York de 1926 à 1932. Ses deux mandats au Sénat sont marqués par sa forte opposition à la Prohibition, tandis qu'il doit démissionner de son second mandat à la mairie à la suite de son implication dans un scandale de corruption.

## Biographie
Après avoir été membre de l'Assemblée de l'État de New York de 1910 à 1914, Jimmy Walker accède au Sénat de l'État de New York, l'une des deux entités constitutives de la législature de l'État de New York en 1915.
Il est élu maire de New York grâce au soutien de Al Smith et du Tammany Hall, qui avait autrefois soutenu son prédécesseur, John F. Hylan, dans sa campagne municipale de 1917. Les premières années de son mandat sont prospères, et marquées par le développement de nombreux projets publics d'infrastructure. Cependant, se multiplient les speakeasies en pleine période de Prohibition. Jimmy Walker est réélu avec une large avance lors des élections municipales de 1929, en battant notamment le futur maire républicain Fiorello La Guardia et le socialiste Norman Thomas. La crise boursière de 1929 marque toutefois le début de son déclin, notamment du fait des critiques du cardinal Patrick Joseph Hayes, pour qui son immoralité à la fois personnelle et politique et sa mansuétude par rapport aux revues pornographiques et aux casinos ont contribué au déclin économique de la ville. C'est l'une des raisons pour lesquelles il perd le soutien du Tammany Hall.
Son administration est par la suite placée au cœur d'une enquête anti-corruption qui le conduit à témoigner sous serment devant une commission spéciale baptisée Seabury Commission. Jimmy Walker contribue lui-même à sa perte en acceptant d'importantes sommes d'argent de la part d'hommes d'affaires désireux d'obtenir des contrats municipaux. Sous la pression du gouverneur Franklin Delano Roosevelt, il est contraint de démissionner le 1er septembre 1932 et prend la fuite pour l'Europe pour éviter des poursuites. Il se marie avec l'actrice et chanteuse Betty Compton en 1933.